# Andrzej Dudczak
Andrzej Dudczak (ur. 1936, zm. 23 lipca 2018) – polski inżynier, prof. dr hab.

## Życiorys
4 maja 1977 obronił pracę doktorską Kryteria doboru parametrów mechanizmów napędowych koparki hydraulicznej, 19 października 2001 habilitował się na podstawie pracy zatytułowanej Rozwój ogólnych i szczegółowych podstaw projektowania koparek. Został zatrudniony w Instytucie Mechanizacji Budownictwa i Górnictwa Skalnego.